# Guignardia eupatorii
Guignardia eupatorii är en svampart som beskrevs av Punith. 1974. Guignardia eupatorii ingår i släktet Guignardia och familjen Botryosphaeriaceae.   Inga underarter finns listade i Catalogue of Life.